# Asociación Clara Campoamor
Asociación Clara Campoamor (Bilbao, 1985) es una asociación feminista que trabaja por la defensa de los derechos de la mujer. Ha participado en la elaboración y reforma de leyes relacionadas con la violencia de género, la protección de menores o la creación de planes de igualdad.

## Origen
Fue fundada en 1985 por un grupo de mujeres del movimiento feminista, para defender los derechos de la mujer tanto en el mundo laboral y profesional, sanitario, cultural o familiar, así como para dar respuesta a los delitos sexuales y agresiones contra las mujeres.
Ofrece asesoramiento jurídico gratuito.Atiende consultas de Derecho familiar y penal, asesorando a mujeres en caso de malos tratos, violaciones o agresiones sexuales así como temas de separaciones, divorcios o custodias de sus criaturas. Organiza charlas y conferencias de orientación para marcar las pautas a seguir en estas situaciones, procedimientos judiciales y demandas, preparación psicológica pre y post-judicial.
Blanca Estrella Ruiz Ungo fue su presidenta desde su fundación hasta el fallecimiento de la misma en 2024.
La asociación se puso en marcha en Castilla y León entre 1993 y 1994 con personas abogadas que en diferentes provincias se encargaban de defender ante la justicia los derechos de las mujeres y menores.
La asociación ha contribuido a la mejora del sistema procesal en cuanto a los delitos de origen sexual. Contribuyeron en la modificación del Código Penal de 1995, pero todavía hay trabas para ejercer el derecho en favor de las víctimas. En agosto de 2003 contribuyeron con la modificación de la Ley de Enjuiciamiento Criminal por la que se estableció la orden de protección a las víctimas de la violencia doméstica.

## Premios y reconocimientos
- 2008 Premio Conmemoración del 25 de Noviembre Delegación de Gobierno contra la Violencia de Género.[7]
- 2017 Premio Zirgari de Igualdad de la Diputación Foral de Bizkaia.[8]
- 2020 "Premio Jolín" de Mujer e Igualdad del Ayuntamiento de Barakaldo.[9]